# Коэч, Бернард
Бернард Кипроп Коэч — кенийский легкоатлет, бегун на длинные дистанции. Серебряный призёр соревнований Pfingstsportfest 2010 года в беге на 3000 метров с личным рекордом — 7.50,50. Серебряный призёр Парижского полумарафона 2012 года с результатом 1:00.06. На Лилльском полумарафоне 2012 года занял 2-е место, показав результат 59.10. Занял 7-е место на полумарафоне CPC Loop Den Haag 2012 года — 1:00.17.

## Достижения
На Дубайском марафоне занял 5-е место с личным рекордом — 2:04.53. Победитель Лиссабонского полумарафона 2013 года с результатом 59.54. 2 июня стал победителем полумарафона в Сан-Диего, показав время 58.41 — это 4-й результат за всю историю. Быстрее бежали только Зерсенай Тадесе (58.23 и 58.30) и Самуэль Ванджиру (58.33). Однако этот результат является не официальным, так как перепад высот на дистанции не допустим по правилам IAAF. 14 февраля 2014 года занял 4-е место на Рас-эль-Хаймском полумарафоне с результатом 59.46. 13 апреля в ветреную погоду занял 2-е место на Роттердамском марафоне, показав время 2:06.08.
1 февраля 2015 года занял 3-е место на полумарафоне Маругаме — 1:00.09.

## Семья
Его старший брат Бетвелл Бирген также легкоатлет.